# 蒙得維的亞 (明尼蘇達州)
蒙得維的亞（英語：Montevideo）是一個位於美國明尼蘇達州契皮瓦縣的城市。根據2010年美國人口普查，該地共人口5383人，而該地的面積約為12.56平方千米。同時該地也是契皮瓦縣的縣治。

## 地理
蒙得維的亞的座標為44°56′55″N 95°43′13″W / 44.94861°N 95.72028°W，而該地的平均海拔高度為284米（即932英尺）。